# Leinburg (obszar wolny administracyjnie)
Leinburg – obszar wolny administracyjnie (gemeindefreies Gebiet) w Niemczech w kraju związkowym Bawaria, w rejencji Środkowa Frankonia, w regionie Industrieregion Mittelfranken, w powiecie Norymberga. Obszar jest niezamieszkany.